# ヨス・ファン・デル・コーイ
ヨス・ファン・デル・コーイ（Jos van der Kooy, 1951年12月1日ロッテルダム - ）は、オランダのオルガン奏者。名前は「ヨス・ファン・デア・コーイ」とも書かれる。

## 学歴
ファン・デル・コーイは、スウェーリンク音楽院（現・アムステルダム音楽院）でオルガンを専攻した。当時の彼の教師は、オルガニストとして知られるピート・ケーであった。1981年に彼はプリ・デクセランス（最優秀賞）を授与された。さらに彼はダニエル・ロート、ハンス・ハーゼルベック、シャルル・ド・ウォルフおよびエヴァルト・コーイマンに師事した。

## オルガニストと教師として
1980年、彼はレーワルデン音楽院の教師になり、同時にヤコバイナー大教会のオルガニストに着任した。しかし、実際に礼拝で奏楽を始める前に、彼はアムステルダムの西教会のオルガニストのポストに応募するため、レーワルデンでのオルガニストの地位を辞任した。アムステルダムでは、1981年からオルガニストを務め、レーワルデン音楽院では引き続き教師を務めていた。その後、彼はアルクマール音楽院とハーグ王立音楽院でオルガン、即興演奏および教会音楽の教授に就任した。
1990年には、彼の教師、ピート・ケーの後任として、 ハーレムの市オルガニストに任命された。これによりファン・デル・コーイは世界的に有名なクリスチャン・ミュラーのオルガンの常任奏者となった。2007年より、彼は国務院(Raad van State)のオルガニスト、ヘルト・オーストの後任となり、デン・ハーグのゴシック・ホールにあるベッツ製オルガンの常任オルガニストとなった。
ヨス・ファン・デル・コーイは、多数のオルガン音楽祭に参加しており、中でもハーレム市聖バーヴォ大教会において2年に1度開催される国際オルガン音楽祭の主催者、審査員および講師として知られている。彼はまた、現代のオルガン作品や即興演奏の領域に積極的に取り組んでいる。